# Shigeo Shingō
Shigeo Shingō (新郷 重夫?, Shingō Shigeo; Saga, 1909 – 1990) è stato un ingegnere giapponese.

## Biografia
Dopo aver lavorato come tecnico specializzato nelle fusioni presso le officine delle ferrovie taiwanesi di Taipei, alla fine della seconda guerra mondiale, nel 1945, iniziò a lavorare presso la Japan Management Association (JMA) a Tokyo, divenendo un consulente esperto nel miglioramento della gestione di fabbrica.
Il suo nome è perlopiù legato allo sviluppo di un metodo di miglioramento delle attività di cambio formato negli impianti  di produzione, che lui chiamò single dandori (シングル段取り?, shinguru dandori), ossia "Cambio formato in un singolo [minuto]". 
Raccogliendo spunti dalle esperienze di miglioramento sul campo effettuate nel 1950 presso la Toyo Ind. (oggi Mazda) e nel 1957 presso i cantieri di Hiroshima della Mitsubishi Heavy Industry, a partire dal 1969 Shingō prese infatti parte presso Toyota Motor Corporation (Toyota) ad alcune azioni di riduzione dei tempi di set-up (cambio stampi) alle presse applicando quanto suggeritogli dalla pratica e arrivando a formulare un vero e proprio metodo di rilevanza epocale, che consentiva di passare dai tempi consueti di 1-2 ore e finanche mezza giornata per ciascun cambio stampo, a tempi dell'ordine di minuti. Il metodo si diffuse secondo la denominazione inglese di "Single Minute Exchange of Die", abbreviato in SMED.
Shingō è stato inoltre il teorizzatore di altre importanti innovazioni nel campo dell'ingegneria industriale, quali il Poka-yoke e lo Zero Quality Control. 
Contemporaneamente, dopo il 1947, Shingo si occupò della formazione di varie migliaia di persone che si alternarono a seguire i suoi corsi di preparazione sulle tecniche fondamentali di analisi e miglioramento delle attività operative di reparto (tra cui il P-CourseTM).
Al carisma e alla alacrità del personaggio si deve senz'altro il merito di avere contribuito significativamente alla definizione dei pilastri del sistema e della filosofia di management noti come Toyota Production System(TPS), sviluppati ed applicati in Giappone a partire dagli anni cinquanta per poi essere adottati da diverse imprese nel mondo, giapponesi e non.
La rilevanza del suo contributo è stata talora messa in dubbio, ma sostanzialmente confermata dall'opinione dei suoi contemporanei, ma i più lo riconoscono addirittura quale coautore, insieme a Taiichi Ōno di Toyota, dei principi  e concetti portanti del TPS, quali il Just in time, e lo stesso sistema di produzione "pull", che rimangono un fondamento logico e pratico anche per la lean production ed il lean thinking.
Nel 1959 lasciò JMA e concentrò le proprie energie per condurre progetti di miglioramento presso le fabbriche di altre grandi aziende, tra cui Matsushita Electric Ind. (Panasonic). Ebbe inoltre il merito di scrivere molti testi, attraverso i quali è riuscito a divulgare il proprio sapere anche al di là dei confini del Giappone. In particolare è stato tradotto negli Stati Uniti e i suoi scritti hanno da lì prodotto un cambiamento radicale nella cultura manageriale delle aziende.
Per questo nel 1988 la Utah State University gli ha conferito la laurea honoris causa ed ha contestualmente istituito un premio intitolato a suo nome: lo Shingo Prize.

## Pubblicazioni
- (JA)  生産管理の革命と工程機能の改善 原点的・全体的な徹底追究！ Seisan kanri no kakumei to koteikinou no kaizen: gententeki, zentaitekina tettei tsuikyuu! (La rivoluzione del controllo della produzione ed il perseguimento ab origine e totale del miglioramento), JMA, Tokyo, ottobre 1990
- (JA)  ノン・ストック生産方式への展開 トヨタ生産システムの真の意義 Non sutokku seisan hōshiki he no tenkai Toyota seisan shisutemu no makoto non igi (L'evoluzione verso sistemi di produzione senza scorte: il vero significato del sistema di produzione Toyota), JMA, Tokyo, giugno 1987
- (JA)  工場改善の見方・考え方 改善は誰でもできる Kōjō kaizen no mikata/kangaekata; kaizen ha daredemo dekiru(Prospettive di pensiero e logiche del miglioramento in fabbrica: chiunque può riuscirvi), Nikkan Kōgyō Editore, Tokyo, 1986
- (JA)  工場改善の秘訣を語る 新郷語録 Kōjō kaizen no himitsu wo kataru. Shingō goroku (I segreti del miglioramento in fabbrica: una raccolta di pensieri di Shingo), Nikkan Kōgyō Editore, Tokyo, dicembre 1985
- (JA)  源流検査とポカヨケ・システム 不良＝0への挑戦 0QC方式への展開  Genryū kensa to pokayoke shisutemu furyō=0 he no chōsen 0QC hōshiki he no tenkai (La verifica alla fonte ed il sistema poka-yoke. La sfida di difetti=0 e l'evoluzione verso sistemi QC0), JMA, Tokyo, marzo 1985.
- (JA)  工場改善の原点的志向 Kōjō kaizen no gententeki shikō (Gli elementi all'origine del pensiero del miglioramento di fabbrica), Nikkan Kōgyō Editore, Tokyo, 1985.
- (JA)  シングル段取への原点的志向 段取時間の革命 Shinguru dandori he no gententeki shikō. Dandori jikan no kakumei(Gli elementi all'origine del pensiero del Single minute exchange of die: una rivoluzione nei tempi di cambio lavoro), JMA, Tokyo, ottobre 1985.
- (JA)  機械配置改善の技法Kikai haichi kaizen no gihō(Tecniche di miglioramento della disposizione delle macchine), Nikkan Kōgyō Editore, Tokyo, 1981.
- (JA)  工場改善の体系的思考 改善のためのSTメカニズム Kōjō kaizen no taikeitekishikō. Kaizen no tame no ST mekanizumu(Un pensiero strutturato sul miglioramento di fabbrica: meccanismi di ST per il miglioramento), Nikkan Kōgyō Editore, Tokyo, settembre 1980.
- (JA)  トヨタ生産方式のIE的考察 ノン・ストック生産への展開 Toyota seisan hōshiki no IEteki kōsatsu. Non sutokku seisan he no tenkai(Concetti di IE nel Sistema di produzione Toyota; sviluppi verso una produzione senza scorte), Nikkan Kōgyō Editore, Tokyo, agosto 1980.
- (JA)  工場改善のポイント 改善は誰でもできる Kōjō kaizen no pointo. Kaizen ha daredemo dekiru (Gli elementi di spicco del miglioramento di reparto. Tutti possono migliorare), Nikkan Kōgyō Editore, Tokyo, 1980.
- (JA)  工場改善の具体化と実例 改善は誰でもできる Kōjō kaizen no gutaika to jitsurei kaizen ha deredemo dekiru (Esempi reali di miglioramenti di fabbrica. Tutti possono migliorare), Nikkan Kōgyō Editore, Tokyo, 1978.
- (JA)  工程管理改善のキーポイント Kotei kanri kaizen no ki- pointo (Punti chiave nel miglioramento del controllo dei processi), Nikkan Kōgyō Editore, Tokyo, 1978.
- (JA)  生産管理の改善 (1951年) (経営合理化全集) Seisan kanri no kaizen  (keiei gourika zenshuu) (Il miglioramento del controllo della produzione - Raccolta completa di [esempi di] razionalizzazione della gestione aziendale), Nikkan Kōgyō Publ., Tokyo, 1951
- (EN)  Shigeo Shingō: A Revolution in Manufacturing: The Smed System, Productivity Press, 1985, ISBN 0-915299-03-8
- (EN)  Shigeo Shingō: A Study of the Toyota Production System, Productivity Press, 1989, ISBN 0-915299-17-8.
- (EN) Shigeo Shingō: Non-Stock Production: The Shingo System for Continuous Improvement, Productivity Press, 1988, ISBN 0-915299-30-5
- (EN)  Shigeo Shingō: The Sayings of Shigeo Shingo: Key Strategies for Plant Improvement, Productivity Press, 1987, ISBN 0-915299-15-1
- (EN)  Shigeo Shingō: Zero Quality Control: Source Inspection and the Poka-Yoke System, Productivity Press, 1986, ISBN 0-915299-07-0
- (EN)  Shigeo Shingō: Modern Approaches to Manufacturing Improvement: The Shingo System, Productivity Press, 1990, ISBN 0-915299-64-X

## Traduzioni postume
- (EN)  Shigeo Shingō: Mistake-Proofing for Operators: The ZQC System, Productivity Press, 1997, ISBN 1-56327-127-3
- (EN)  Shigeo Shingō: Quick Changeover for Operators: The SMED System, Productivity Press, 1996, ISBN 1-56327-125-7
- (EN)  Shigeo Shingō: The Shingo Production Management System: Improving Process Functions (Manufacturing & Production), Productivity Press, 1992 ISBN 0-915299-52-6
- (DE)  Shigeo Shingō: Das Erfolgsgeheimnis der Toyota-Produktion, Verlag moderne industrie, 1992, ISBN 3-478-91062-5
- (ES) Shigeo Shingō: Enfoques Modernos Para la Mejora En la Fabricacion: El Sistema Shingō, Productivity Press, 1992, ISBN 84-87022-77-4
- (ES)  Shigeo Shingō: Produccion Sin Stocks: El Sistema Shingo Para la Mejora Continua, Productivity Press, 1991, ISBN 84-87022-74-X